# F. Gustav Jansen
Friedrich Gustav Jansen (* 15. Dezember 1831 in Jever; † 3. Mai 1910 in Hannover) war ein deutscher Organist und Musikwissenschaftler.

## Leben
Jansen absolvierte seine musikalische Ausbildung in den Jahren 1848 bis 1850 unter anderem bei Ernst Theodor Coccius (1824–1897) am Königlichen Konservatorium der Musik in Leipzig und war anschließend zunächst Musiklehrer in Göttingen. Von 1855 bis 1900 war er Organist im Dom zu Verden und ab 1861 königlicher Musikdirektor. Nach seiner Pensionierung lebte er in Hannover. Verdienste erwarb er sich mit seinen Forschungen und Publikationen über den Komponisten Robert Schumann. Dazu führte er insbesondere mit Clara Schumann eine intensive Korrespondenz. Für die 2. Auflage zu Robert Schumanns Briefen bat er 1903 in der Zeitschrift Die Musik und anderen Zeitungen bis hin zur New York Times die Besitzer dieser Korrespondenzen ihm diese als Abschrift, oder im Original gegen zugesicherte Rückgabe, zuzusenden. Zu jener Zeit lebte er in Hannover in der Straße Steuerndieb Nr. 13 und führte der Titel Professor. Jansen war zudem für einige Zeit Leiter (Chormeister) der „Liedertafel“, eines 1842 gegründeten Männergesangsvereins in Hannover.
Jansen befasste sich fast sein ganzes Leben mit dem Studium und der Würdigung von Schumanns Leben und Wirken. Bereits zu Anfang der 1850er Jahre beschäftigte er sich in Göttingen intensiv mit dessen Kompositionen und bearbeitete beispielsweise die „Sinfonien für 2 Klaviere“, was ihm die Anerkennung des Komponisten eintrug. Er wandte sich anschließend mehr der Musikgeschichte zu und verfasste mehrere Bücher über Schumann. Jansen selbst war auch als Komponist aktiv, setzte an seine Werke jedoch einen sehr hohen Anspruch.

## Schriften (Auswahl)
Bücher
- Die Davidsbündler. Aus Robert Schumann’s Sturm- und Drangperiode. Ein Beitrag zur Biographie R. Schumann’s nebst ungedruckten Briefen, Aufsätzen und Portraitskizzen aus seinem Freundeskreise. Breitkopf und Härtel, Leipzig 1883 (archive.org).
- Robert Schumann’s Briefe. Neue Folge. Breitkopf & Härtel, Leipzig 1886 (digital.ub.uni-duesseldorf.de Digitalisat).
- Robert Schumanns Briefe. Neue Folge. 2. verm. und verbesserte Auflage. Breitkopf & Härtel, Leipzig 1904 (archive.org).

Aufsätze
- Briefwechsel Beethoven’s und Schumann’s mit Cplm. G. Wiedebein. In: Neue Zeitschrift für Musik. Band 76, Nr. 25 vom 11. Juni 1880, S. 269; Nr. 26 vom 18. Juni 1880, S. 279; Nr. 29 vom 9. Juli 1880, S. 308–310; Nr. 31 vom 23. Juli 1880, S. 328 f. (Textarchiv – Internet Archive).
- Robert Schumann und Robena Laidlaw. In: Die Grenzboten. Band 54, 1895, Heft 4, S. 320–332 (brema.suub.uni-bremen.de Digitalisat).
- Ungedruckte Briefe Robert Schumanns. In: Die Grenzboten. Band 57, 1898, Heft 3, S. 72–82, 170–176 und 275–281 (brema.suub.uni-bremen.de Digitalisat).
- Miß Anna Robena Laidlaw. In: Zeitschrift der internationalen Musikgesellschaft. 1901/1902, S. 188–192.
- Ein unbekannter Brief von Robert Schumann. In: Die Musik. Band 5.4, 1905, S. 110–112.

Bearbeitungen
- Sechs Sonaten nach den drei Duos Op. 43 und den drei Trios Op. 38 von Bernhard Romberg. (archive.org).